# Гартінгтон (Небраска)
Гартінгтон (англ. Hartington) — місто (англ. city) в США, в окрузі Седар штату Небраска. Населення — 1517 осіб (2020).

## Географія
Гартінгтон розташований за координатами 42°37′14″ пн. ш. 97°16′1″ зх. д. / 42.62056° пн. ш. 97.26694° зх. д. (42.620659, -97.266940).  За даними Бюро перепису населення США в 2010 році місто мало площу 2,44 км², уся площа — суходіл. В 2017 році площа становила 2,59 км², уся площа — суходіл.

## Демографія
Згідно з переписом 2010 року, у місті мешкали 1554 особи в 641 домогосподарстві у складі 402 родин. Густота населення становила 637 осіб/км².  Було 715 помешкань (293/км²).
Расовий склад населення:
| - 99,2 % — білих - 0,2 % — корінних американців - 0,1 % — чорних або афроамериканців - 0,1 % — азіатів |

До двох чи більше рас належало 0,3 %. Частка іспаномовних становила 0,5 % від усіх жителів.
За віковим діапазоном населення розподілялося таким чином: 26,1 % — особи молодші 18 років, 47,7 % — особи у віці 18—64 років, 26,2 % — особи у віці 65 років та старші. Медіана віку мешканця становила 42,6 року. На 100 осіб жіночої статі у місті припадало 99,2 чоловіків;  на 100 жінок у віці від 18 років та старших — 92,5 чоловіків також старших 18 років.
Середній дохід на одне домашнє господарство  становив 60 962 долари США (медіана — 39 022), а середній дохід на одну сім'ю — 85 637 доларів (медіана — 64 643). Медіана доходів становила 43 864 долари для чоловіків та 30 625 доларів для жінок. За межею бідності перебувало 6,7 % осіб, у тому числі 2,0 % дітей у віці до 18 років та 12,0 % осіб у віці 65 років та старших.
Цивільне працевлаштоване населення становило 872 особи. Основні галузі зайнятості: освіта, охорона здоров'я та соціальна допомога — 23,5 %, роздрібна торгівля — 15,3 %, виробництво — 15,1 %.